# Prakrilaši
Prakrilaši (Palaeoptera), infrarazred kukaca krilaša koji se 
Imaju dva para istovrsnih opnenih i mrežastih krila koja su pri mirovanju ispružena.

## Nadredovi
Ovaj infrarazred se sastoji dva živa i jednog izumrlog nadreda:
- Ephemeropteroidea
- Odonatoptera (ponekad nazivan i Odonatoidea, npr. Trueman & Rowe (2008))
- Palaeodictyopteroidea† (izumrli; sporno)